# Ai Katō
Pour les articles homonymes, voir Kato.
Ai Katō (加藤あい, Katō Ai) est une actrice et tarento japonaise, née le 12 décembre 1982 à Kiyosu[réf. souhaitée] (anciennement Shinkawa), Préfecture d'Aichi.
Elle a notamment interprété Kanna Izawa dans la série de films adaptés du manga Umizaru (en).
Elle se marie en novembre 2013 avec un cadre d'entreprise de sept ans son aîné. Elle a une fille née aux États-Unis en septembre 2015, puis un deuxième enfant en juin 2018 et un troisième en 2022.

## Filmographie et séries TV
- 1997 : Gift[2], titre d'origine ギフト, Gifuto (série télévisée), nom du personnage : Wakana

- 1998 : Shinjuku Boy Detectives , titre d'origine : 新宿少年探偵団, (film) ; nom de son personnage :Nanatsuki Kyoko ;
- 1998 : Sweet Devil, titre d'origine スウィートデビル Suwiito Debiru[5] : nom de son personnage :Hina Danbara (壇原ひな )
- 1998 : P. A. Private Actress
- 1999: Abunai houkago ; Best Friend

- 2000 : Ikebukuro West Gate Park (série télévisée) : Hikaru ; Manatsu no Merry Christmas (TBS)
- 2000 : Pokémon 3 : Le Sort des Zarbi : Lin (voix)
- 2001 : Tengoku ni ichiban chikai otoko 2 ; Kizudarake no Love Song
- 2002 : Ep. 6 : My Little Chef ; Yan Papa
- 2004 : Umizaru : Kanna Izawa ; Kimi ga omoi de ni Naru Mae ni ; Fuufu ; Otouto
- 2005 : Hiroshima Showa 20 nen 8 Gatsu Muika
- 2007 : Haken no Hinkaku
- 2009 : Majo Saiban (série télévisée) : Watabe Izumi
- 2012 : Brave Hearts: Umizaru (en) : Kanna Senzaki[6]
- 2012 : Another (en)
- 2014 : Team Batista Final ~ Kerberos no Shozo : Haruka Izumi[7]